# Werner Conradie
Werner Conradie (* 2. Juli 1982 in George, Kapprovinz) ist ein südafrikanischer Herpetologe. Sein Forschungsschwerpunkt sind die Froschlurche im südlichen Afrika.

## Leben
Conradie ist der zweitälteste von drei Brüdern. Bis zum Alter von 13 Jahren besuchte er die Schule in Willowmore, danach schloss er seine Volksschulbildung an der Wesbank Primary School in Oudtshoorn ab. Er zog dann mit seiner Familie nach Uniondale, wo er ab dem Jahr 2000 die Uniondale High School absolvierte. Er setzte seine Hochschulausbildung an der Potchefstroom Universität (heute Nordwest-Universität (NWU)) fort und erlangte im Jahr 2004 den Bachelor of Science in Zoologie und Biochemie. Anfang 2006 graduierte er mit der Diplomarbeit Seasonal variation in anuran activities in the Vredefort Dome Conservation Area zum Master. Der Schwerpunkt dieser Arbeit lag darin, eine Liste der Amphibienarten für die UNESCO-Welterbestätte Vredefort Dome, der größten Asteroideneinschlagsstelle der Welt, zu erstellen.
Nach einem Jahr, in dem er als allgemeiner Labor- und Feldassistent für die African Amphibian Conservation Research Group (AACRG) tätig war, wurde er Physiklehrer an der PJ Oliver High School in Grahamstown. Er schrieb sich auch für ein postgraduales Bildungszertifikat (PGCE) an der Rhodes-Universität ein, das er 2008 abgeschlossen hatte. Ende 2007 nahm er eine Stelle als Assistenzherpetologe am Port Elizabeth Museum an und im Mai 2011 wurde er Nachfolger von William Roy Branch als Kurator an der herpetologischen Abteilung.
Conradies Forschungsinteressen konzentrieren sich hauptsächlich auf die Taxonomie von Amphibien und Reptilien im südlichen Afrika. Er unternahm zahlreiche Exkursionen in Südafrika sowie in Angola, Botswana, Lesotho, Malawi, Mosambik, Namibia, Simbabwe und Sambia. Er gehörte zu den Erstbeschreibern der Eidechsenarten Pedioplanis huntleyi und Pedioplanis haackei (beide 2011) aus Angola, der Skinkarten Acontias wakkerstroomensis und Acontias albigularis (beide 2018) aus Südafrika, der Froscharten Nothophryne baylissi, Nothophryne inagoensis, Nothophryne ribauensis und Nothophryne unilurio (alle 2018) aus Mosambik, Cacosternum thorini (2014) aus Südafrika sowie von sieben Arten aus der Gattung Hyperolius. 
Conradie war an mehreren Projekten des EDGE-Programms der Zoological Society of London beteiligt, darunter an der Beurteilung des Bedrohungsbildes des Kap-Gespenstfrosches (Heleophryne rosei) und des Hewitts Gespenstfrosches (Helophryne hewitti), die im Southern African Frog Atlas, im Red Data Book sowie im Global Amphibian Assessment gelistet sind, an der Erfassung von Populationen und Lebensräumen durch das Aufsuchen von historischen und derzeit bekannten Fundorten sowie die Suche nach anderen möglichen Populationen, an der Ergänzung der gegenwärtigen Monitoringprogramme mit Studien über die Ausbreitung des Chytridpilzes, an der Entwicklung von Aktionsplänen zur Verringerung von bedrohlichen Prozessen, die zur starken Gefährdung der Arten beigetragen haben und an der Sensibilisierung der Öffentlichkeit hinsichtlich des Artenschutzes rund um die Gespenstfrösche sowie an der Schulung der zuständigen Behörden.